# Типове древногръцки керамични съдове
Понятието древногръцки керамични съдове включва в себе си всички битови или художествени съдини, които са изработени от глина, или съдържат глинена смес, и са изпечени в пещи или изсушени на слънце. Създадените от древните гърци керамични съдове, особено от атиняните, са едно от най-висшите постижения на това изкуство по онова време. Гръцката литература описва някои детайли от производството им, а многобройните разкопки и изследвания допълват картината на целия процес.
- 1а, 1b – амфора 2 – хидрия (2а, 2b – стандартна, 2с – хидриск, 2d – конис), 3 – статмнос, 4a, 4b – кросос, 5а, b, c, d – панатенейска амфора, 6 a, b – ойнохое, 7 – пелике, 8 – лекане, 9 – колонен кратер (келебе), 10 a, b – кратер, 11 a, b, c – карчесион, 12 a, b, c, d, e, f, g – кантарос, 13 a, b, c – киликс, 14 a, b – котила, 15 a, b – киатос, 16 a, b – килокс, 17 a, b – ритон, 18 – аскос

В епохата на ранния неолит всяка жена в семейството изработва собствени керамични съдове и затова формите им са изключително разнообразни. По-късно, с появата на грънчарството и усъвършенстването на пещите, с тази дейност започват да се занимават професионални грънчари, които обикновено са мъже. Понякога грънчарите сами декорират своите произведения, но обикновено това се прави от вазописци и двамата специалиста работят заедно. В някои случаи, не много често, съдовете носят подписи. Подписът на грънчаря се отбелязва с думата „направил“, а този на художника – с „нарисувал“. 
В периода 6-4 век пр.н.е. формата на съдовете се развива и от тежки и солидни те постепенно стават по-изящни, по-красиви и също толкова удобни. Интересно е, че древните гърци предпочитат да усъвършенстват вече създадените форми, вместо да търсят нови. Постоянното повторение на стандартните видове съдове дава възможност да се премине и към масовото им производство.
Формата на изработвания съд се диктува от предназначението му. Почти всички атически съдове са изработвани за съхранение на трите най-важни за гърците течности – вино, вода и зехтин. Най-често това са съдове за вино и за тази цел най-разпространена е амфората. За пренос и съхранение на вода се използва хидрията, а за разреждане на виното с вода – кратерът. Чашите за пиене обхващат обширна категория от съдове, тъй като древните гърци пият виното си от чаши с най-различни форми. За консумиране на вино най-разпространен и изящен е киликът. За зехтин обикновено се използва лекитът, тъй като той има тясна шия и чучур, които позволяват зехтинът да изтича на тънка струйка.
| Название                                                                | Описание | Употреба |  |
| ----------------------------------------------------------------------- | --- | --- |  |
| Алабастрон (ἀλάβαστρον) (Alabastron)                                    | Малък, удължен съд с полусферично дъно, тънка шия и завършващ отгоре с плосък диск с отвор. | Съд за благовонни масла, носещ името на материала, от който първоначално се изработва (алабастър). Често се носи на врата, закачен за шията на съда. Употребява се само от жените. Мъжете ползват арибал.                                                                                                  |  |
| Амфора (αμφορέας) (Amphorae)                                            | Един от най-често срещаните гръцки керамични съдове. Може да има различна форма, но винаги е с две вертикални дръжки. Често има капак. | Използва се за складиране и транспортиране на нефт, вино, мед, зърно, храни. |  |
| Амфориск (αμφορισκος) (Amphoriskos)                                     | Малък съд с височина няколко сантиметра и форма на амфора | За благовонни масла |  |
| Арибал (ἀρύβαλλος) (Aryballos)                                          | Малък съд с кълбовидно или яйцевидно тяло, тънка шия и завършващ отгоре с плосък диск с отвор. Може да има формата на животно или глава. | Съд за благовонни масла, използван от мъжете и особено от спортистите. |  |
| Аскос (ἀσκός) (Askos)                                                   | Малък, обикновено кръгъл съд, с плоско дъно и един или два чучура, понякога замрежени с цедка. Отгоре е снабден с голяма дръжка. Често е с формата на птица или друго животно.                                                                       | Служи за съхранение на малки количества масло, обикновено за пълнене на маслените лампи. |  |
| Гутус () (Guttus)                                                       | Малка кана с наклонена дръжка и много тесен чучур, през който течността се излива на капки. | Пълни се с масло и се поставя на масата. Когато е пълен с благовонни масла стои в банята. Ползва се и като жертвен съд. |  |
| Динос (δινος) (Dinos)                                                   | Сферична или яйцевидна купа, която не може да стои сама, а се поставя на стойка. По-късно се изработва с основа. | Съд за разреждане на вино. Древните гърци произвеждат силно вино, което консумират, смесено с вода. |  |
| Дипилонска ваза (Αγγειογράφος του Διπύλου) (Dipylon Vase)               | Висок съд, завършващ с дълга шия и с по две двойни дръжки от двете страни. | Гигантска амфора или кратер с височина около 1,5 метра и повече, служеща за надгробен паметник. Използва се за отбелязване на гробовете на членове на аристокрацията. Почти напълно се украсява с геометрични фигури, а в центъра се рисува сцена на починалия, заобиколен от семейството и приятелите си. |  |
| Епинетрон (ἐπίνητρον) (Epinetron)                                       | Полуцилиндричен съд с една отворена страна, който се нанизва на бедрото. | Служи за защита на бедрата и коленете по време на почистване и кардиране на вълна. Често се използва като сватбен подарък, подаряван е на светилища или се оставя в гроба на собственика си, след като той почине.                                                                                         |  |
| Епихизис (Επίχυσις) (Epychisis)                                         | Малък цилиндричен, сферичен или яйцевиден съд с високо извита дръжка и тънка шия, завършваща с чучур | Съд за помади и парфюми. |  |
| Калатос (κάλαθος) (Kalathos)                                            | Цилиндричен съд със завито навън устие, което има условна форма на лилия. Лилията често се използва в древното изкуство като символ на плодородието. Понякога има форма на кошница.                                                                  | Обикновено – съд за плодове. По-рядко служи за съхранение на вълна. |  |
| Калпис (Κάλπις) (Kalpis)                                                | Тесалийски съд, късна форма на хидрията, но само с две дръжки | Използвана за пренасяне на вода |  |
| Кантарос (κάνθαρος) (Kantharos, cantharus)                              | Дълбока купа с високи вертикални дръжки от двете страни, които излизат над горния ръб на съда, и често с висока основа. | Чаша за пиене. |  |
| Кернос (κέρνος, κέρχνος) (Kernos)                                       | Съд с няколко малки чашки, поставени в кръг, плътно една до друга. Може да съдържа едно или няколко контейнерчета, достигащи обикновено до 12 на брой, но може и повече. Понякога в центъра има дръжка.                                              | Съд за жертвоприношения към боговете, при ритуали и особено по време на Мистериите. |  |
| Киатос (κύαθος) (Kyathos)                                               | Малък черпак с една висока дръжка и ниско краче. | Служи за сипване на вино в чашите за пиене. |  |
| Киликс (κύλιξ) (Kylix, cylix)                                           | Разлата чаша с две хоризонтални дръжки и столче, което варира на височина. | Чаша за пиене Използва се и при игра на котабос – в легнало положение мъжете се опитват да изхвърлят остатъка от вино в киликса и да уцелят някаква мишена, обикновено чаша. |  |
| Котила (κοτύλη) (Cotyla, Kotyle)                                        | Мерителен съд, наподобяващ по форма по-тесен скифос. | В Древна Гърция – съд за измерване на течности или сухи материали, вариращ като обем в зависимост от времевия период и местоположението. Общоприето е, че усредненият му обем е равен на 273,6 мл. |  |
| Котон (Κώθων) (Kothon, Exaleiptra)                                      | Плитка, кръгла купа, със или без капак, която може да продължава надолу с един или три крака. Когато е за стена – със завит навътре външен ръб и дръжка за окачване.                                                                                 | Съд за козметика, кремове и парфюми. Може да бъде окачен на стената и да съдържа ароматни масла. |  |
| Кратер (κρατήρ) (Krater)                                                | Съществуват четири основни типа – колонен, волутен, чашовиден и звънчевиден. | Голям съд за смесване на вино с вода. В по-древни времена служи вместо надгробен паметник. |  |
| Лагинос (λάγυνος) (Lagynos)                                             | Съд с широко и ниско тяло, на равна основа и тясна, сравнително дълга шия. Има плоска или усукана дръжка, която започва от рамото и стига до върха на шията. Когато от него се излива течност, се чува характерно бълбукане.                         | Ползва се за съхранение на ароматни масла, вероятно допълнително има ритуален, евентуално погребален характер. |  |
| Лебес (λέβης) (Lebes, мн.ч. Lebetes)                                    | Голяма кръгла дълбока купа със заоблено дъно, много къса шия и без дръжки. Ползва се, поставена върху подставка. Формата почти винаги се припокрива с тази на диноса.                                                                                | Ползва се за приготвяне на храна, а понякога – и като ритуален съд. |  |
| Лебес гамикос (λέβης γαμικός) (Lebes Gamikos)                           | Голяма, висока купа с две дръжки. | Служи за носене на вода в младоженската баня, в която булката и младоженецът скрепяват началото на новия си живот. Може и да съдържа храна за младоженците. |  |
| Лекане, леканис (λέκανη) (Lekane, lekanis)                              | Ниска купичка с две хоризонтални дръжки и широка, ниска основа. Дръжките са хоризонтални и обикновено лентовидни. Може да бъде със или без капак. Често не е декорирана.                                                                             | Вероятно е била използвана за съхранение на малки предмети, свързани със сватбените обичаи. Използвана е също за храна, а капакът, който отгоре има плосък завършек, може да се обърне и да се ползва като чиния за сервиране.                                                                             |  |
| Лекит (λήκυθος) (Lekythos)                                              | Съд с ниско столче, удължено тяло, тясно устие, издигащо се фуниевидно нагоре, и вертикална дръжка. | Използва се за съхранение на благовонни масла и зехтин. Използва се и за помазване на тялото след смъртта. |  |
| Лидион (λύδιον) (Lydion)                                                | Съд с височина между 6 и 13 cm, със сферично, крушовидно или сърцевидно тяло и без дръжки. Стъпва на конично столче. Шията може да бъде с различна дължина, а устието е хоризонтално. Произхожда от Лидия.                                           | Луксозен съд за съхранение на благовония. |  |
| Лутрофорос (λουτροφόρος) (Loutrophoros)                                 | Съд с висок торс, дълго, тясно или широко гърло, широко устие и две характерни дръжки. | Служи за носене на вода за ритуално измиване на булката. По-късно е поставян в гроба на девойка, починала преди сватбата си. |  |
| Мастос (μαστός) (Mastos, parabolic cup)                                 | Съд с форма на женска гърда и зърно в центъра на дъното. Има две дръжки, но е без всякаква основа, поради което не може да бъде оставена на масата, без да се изпие изцяло виното в него.                                                            | Съд за пиене на вино по време на пирове и симпозиуми. |  |
| Мастоид (μαστοειδούς) (Mastoid)                                         | Хибрид между мастос и скифос. Мастос с основа. | За пиене на вино |  |
| Милоска амфора () (Melian amphorae, Melian pithamphorae)                | Тип голяма, издута амфора с много широка шия, открита за първи път на остров Милос от Цикладите. Заради формата и украсата в ориентализиращ стил, тя е сред най-известните гръцки керамични съдове. Произвеждана е през 7 – 6 век пр.н.е.            | Използвана е като култов съд от представителите на висшата класа. Отбелязва гробовете, функция, която по-късно е поета от статуите. Вероятно е ползвана и като култов обект в светилищата. |  |
| Несторис, несторида (Νεστορίς) (Nestoris)                               | Сферичен съд с две дръжки, обикновено издигащи се високо над устието. Води началото си от Древна Гърция, но под името трозела достига разцвет в Южна Италия.                                                                                         | Ритуален съд. |  |
| Ойнохое (οἰνοχόη) (Oenochoe)                                            | Тялото може да има различни форми, като височината най-често е по-голяма от ширината. Дръжката винаги е една, а устието е във формата на трилистна детелина, като три плоски чучура. Идентифицирани са десет вида в зависимост от профила и устието. | Съд за наливане на вино, използван при тържествени церемонии или при пиршества. Заради специфичната форма на устието, виночерпецът може да налива вино едновременно в три чаши. |  |
| Ола (χύτρα) (Olla)                                                      | Кръгъл съд със или без дръжки, със или без капак. | Съд за готвене, който при приготвянето на храната се поставя върху трикрака поставка. |  |
| Олпе (όλπη) (Olpe)                                                      | Съд, подобен на малко ойнохое, с плавен профил, висока дръжка и широко гърло. | Служи за наливане на вино. |  |
| Панатенейска амфора (Παναθηναϊκοί αμφορείς) (Panathenaic amphora)       | С традиционната за амфорите форма, тясно гърло и малка основа. Изработва се съгласно стандартна форма и обем от около 42 литра. Украсява се с чернофигурална техника.                                                                                | Дава се като награда на Панатенейските игри, пълна със зехтин от свещените маслинови гори в Атика. |  |
| Патела (Patella, Patela)                                                | По-дълбока или по-плитка чиния, със или без столче. | Служи за хранене. |  |
| Пелике (πελίκη) (Pelike)                                                | Съд с овално, капковидно тяло, по-широко в основата, отколкото в горната част. Има ниска основа и две дръжки, свързващи долната част на устието с раменете.                                                                                          | Не е изяснено за какво точно служи, но се предполага, че е съд за течности. |  |
| Перирантерион (περιρραντήριον) (Perirrhanterion)                        | Голям плосък съд, подобен на леген, стоящ върху висока основа, често пъти състояща се от 3 или 4 скулптурни женски фигури. Понякога в краката им лежат фигури на лъвове. Съдът и основата могат да бъдат и отделни.                                  | Съд за светена вода, поставян пред храмове или на входа на светилища. |  |
| Пиксида (πυξίς) (Pyxis)                                                 | Малка кръгла кутия, обикновено с капак, декорирани със сцени на женска активност. Често в центъра на капака се издигат от 1 до 4 скулптурни фигури на коне.                                                                                          | Вероятно е използвана за съхранение на бижута, мазила или козметика. |  |
| Питос (πίθος) (Pithos)                                                  | Голям съд, обикновено с човешка височина и повече, с тънки и здрави стени и обем от 150 до 300 литра. Тясната основа обикновено потъва в пръстта, а тялото се обляга на стена.                                                                       | Използва се за съхраняване и превоз на големи количества течности или храни, както и при погребални обреди. |  |
| Племохое, Ексалейптрон (Πλημοχόη, εξάλειπτρον) (Plemochoe, Exaleiptron) | Малка, кръгла кутийка с капак. В много случаи значението се припокрива с това на котона. | Козметично бурканче за женски мазила и бижута. |  |
| Поданиптер (ποδανιπτήρ) (Podanipter)                                    | Кръгъл, плитък, разлат съд на ниско столче, с две подвижни дръжки. | Предполага се, че е съд за миене на крака, или служи в обредното измиване на ръцете преди извършване на посвещение в Мистериите. |  |
| Псиктер (ψυκτήρ) (Psykter)                                              | Съд във формата на гъба. | Поставя се в кратера, напълнен с лед или студена вода, за да охлажда виното в него. |  |
| Рибен дискос (ψαροπινάκιον) (Fish plate)                                | Плоска, дебелостенна чиния на ниска основа. Декорирана е с червенофигурална техника, с изобразени риби или други морски обитатели. | За сервиране на храна. |  |
| Ритон (Ρυτό) (Rhyton)                                                   | Съд във формата на рог с дръжка, обикновено завършващ отдолу с глава на животно. | Първоначално служи за изливане на вино при възлияния. По-късно се ползва като чаша за пиене. |  |
| Скифос (σκύφος) (Skyphos)                                               | Коринтски – дълбока купа с хоризонтални дръжки от двете страни и малка основа. Чашевиден скифос – Хибридна версия между скифос и киликс – плитка купа с две стърчащи нагоре хоризонтални дръжки и тежка основа.                                      | Служи за пиене. |  |
| Стамнос (στάμνος) (Stamnos)                                             | Съд, подобен на амфора, с ниска шия и две дръжки. Често се среща и с капак. | За съхранение на вино, зехтин и други течности. |  |
| Тиренска амфора (Τυρρηνικός αμφορέας) (Tyrrhenian amphorae)             | Амфора с дълго, яйцевидно тяло и широко гърло, стъпваща върху основа във вид на обърнат ехин. Произвежда се през втората половина на 6 век пр.н.е..                                                                                                  | Създадени са от атиняните изключително за износ, главно към Етрурия. Вероятно са били пълни със зехтин. |  |
| Фиала, патера (φιάλη) (Phiale, patera)                                  | Плоска, плитка чиния без дръжки. Обикновено в центъра ѝ има издутина, наречена умбо. | За възлияния на течности при жертвоприношения. |  |
| Формискос (Φορμίσκος) (Phormiskos)                                      | Керамична имитация на торба. | Служи за събиране на кокалчета (астрагали) при играта астрагалисмос (αστραγαλισμός), няколко игри за сръчност и хазартни игри. Използвани са и като средство за предсказване на бъдещето. |  |
| Хидрия (Υδρία) (Hydria)                                                 | Съд за вода с три дръжки – две хоризонтални за носене и една вертикална за наливане. | Съд не само за носене на вода, но и събиране на бюлетините при гласуване. Понякога хидрията се ползва като урна за прахта на починал човек. |  |
| Цикладски тиган (κυκλαδικά τηγανόσχημα) (Frying pan)                    | Плосък съд с повдигнат ръб и дръжка. Дръжките са много разнообразни и изглеждат по-скоро декоративно, отколкото утилитарно. Различават се няколко типа, в зависимост от вида на дръжката.                                                            | С неизвестно предназначение. Предполага се, че е възможно да са използвани като плочи, или имат чисто декоративни функции. |  |